# Adrienne Péan
Adrienne Péan, née à Paris le 19 juillet 1875 et morte à Saint-Julien-l'Ars le 31 août 1958, est une joueuse de tennis française du début du XXe siècle.

## Biographie
Marie Adrienne Péan naît le 19 juillet 1875 à l'Hôtel de Fontpertuis, Place Vendôme à Paris, fille du chirurgien Jules Péan et de Françoise Girou de Buzareingues. Elle se marie avec Henri Stresser le 25 mai 1909 à Paris. Elle est la mère de l'anthropologue Guy Stresser-Péan, né en 1913. Elle meurt à Saint-Julien-l'Ars le 31 août 1958, à l'âge de 83 ans.

## Carrière au tennis
Championne de France en double mixte aux côtés de Robert Wallet en 1907, elle est finaliste en simple dames l'année suivante, battue par Kate Gillou.

## Palmarès (partiel)

### Finale en simple dames
| No | Date       | Nom et lieu du tournoi       | Catégorie | Surface      | Vainqueure  | Score    |          |
| -- | ---------- | ---------------------------- | --------- | ------------ | ----------- | -------- | -------- |
| 1  | ??-05-1908 | Championnat de France, Paris |           | Terre (ext.) | Kate Gillou | 6-2, 6-2 | Parcours |

### Titre en double mixte
| No | Date       | Nom et lieu du tournoi      | Catégorie | Surface      | Partenaire    | Finalistes                   | Score    |          |
| -- | ---------- | --------------------------- | --------- | ------------ | ------------- | ---------------------------- | -------- | -------- |
| 1  | 23-06-1907 | Championnat de France Paris |           | Terre (ext.) | Robert Wallet | Thérèse de Kermel Jean Porée | 6-3, 6-5 | Parcours |